# Polmos Białystok
Polmos Białystok S.A. – przedsiębiorstwo w Białymstoku należące do spółki Central European Distribution Corporation (CEDC).
Przedsiębiorstwo zostało założone w 1928 roku. Właścicielem fabryki był wówczas w 100% Polski Monopol Spirytusowy kontrolowany przez Państwo Polskie. Zakład w owym czasie mieścił się w obecnym centrum Białegostoku. Budynki te, wraz z rozwojem miasta zostały zburzone i w tej chwili nie ma po nich śladu.
Okresowo, w czasie II wojny światowej, zakład został przeniesiony do Brześcia, jednak już w 1945 r. ponownie uruchomiono produkcję w zakładzie Białymstoku. W roku 1951 powstała „Białostocka Wytwórnia Wódek” z siedzibą przy ulicy Jurowieckiej w Białymstoku. Zakład mieścił się w małych budynkach, niewystarczających na ówczesną skalę produkcji, więc w 1970 roku podjęto decyzję o budowie zupełnie nowego zakładu w przemysłowej części miasta.
W 1972 r. oddano do użytku nowoczesny zakład położony w Białymstoku przy ul. Elewatorskiej 20, do którego przeniesiono całą działalność przedsiębiorstwa. W zakładzie były zainstalowane pierwotnie 3 linie produkcyjne, które produkowały wyłącznie na rynek krajowy.
Kolejny etap rozbudowy zakładu to lata 90. W roku 1995 została oddana do użytku Rozlewnia nr II wraz z bazą zbiorników do magazynowania wódek. W nowej części zakładu zostały zainstalowane dodatkowe 3 linie produkcyjne. Na początku XXI wieku, uwzględniając również inne mniejsza inwestycje, w zakładzie pracowało już 8 linii produkcyjnych.
Dodatkowo w roku 2007 została oddana do użytku jednostka rektyfikacji o zdolnościach produkcyjnych ponad 30 mln l spirytusu neutralnego rocznie.

## Marki
- Absolwent (Gin, Cytrynowy, Morelowy, Bananowy, Żurawina, Mixt Lemon, Mixt Grapefruit)
- Batory
- Białowieska
- Biały Bocian
- Cytrynówka
- Czekoladowa
- Kiermusianka Biała Szlachecka
- Kiermusianka Wykwintna Acańska
- Kiermusianka Chrzanówka
- Kompleet Vodka
- Liberty Blue
- Lider
- Ludowa
- Nalewka Pałacowa Wiśniowa – wódka
- Nalewka Pałacowa Miodowa – napój alkoholowy
- Palace
- Winiak Białostocki
- Winiak Pałacowy
- Imbirowa
- Złota Gorzka
- Złota Gorzka z miętą
- Żubrówka